# Notre-Dame-des-Châteaux
Notre-Dame-des-Châteaux, ou Notre-Dame de Beaufort, est un sanctuaire — chapelle et lieu-dit — situé sur les vestiges du principal château de Beaufort sur le plateau des Vanches, dans la commune française de Beaufort en Savoie.
Ce sanctuaire fondé à la suite des incursions sarrasines de 942 par Bernard de Beaufort permit un développement d'une période religieuse du site avec la venue des dominicains d'Annecy de 1536 à 1793 ainsi que l'essor du premier alumnat assomptionniste de 1871 à 1903. Actuellement, le rachat par l'association des Amis de Notre-Dame des châteaux en 1937, adapte le lieu comme maison d'accueil,.

## Origine et chapelle
L'origine du château de Beaufort est fort ancienne, de même que la famille de Beaufort. En ces lieux, il y aurait eu à l'époque gallo-romaine une villa, « Villa Lucia », du nom de son propriétaire Lucius, qui donna son nom à la vallée du Doron. La vallée porta longtemps le nom de « vallée de Luce ».
Le premier représentant connu de cette famille est attesté, vers 923, avec Bernard de Beaufort. Il aurait chassé les Sarrasins de la vallée, vers 942, notamment au soutien de la Vierge[réf. incomplète]. Un de ses descendants dresse, au sommet de la colline, une enceinte de bois et de pierre avec une tour carrée, qui donnera place à des remparts flanqués de sept tours.
Une chapelle aurait été érigée par Bernard de Beaufort à la suite d'un vœu face au Sarazin, au nord-est du château, sur un plateau inférieur. Elle renfermait une vieille statue en bois de la Vierge et fut un lieu de pèlerinage pour les habitants de la vallée. Elle est dédiée à Notre de Dame du Puy car le sanctuaire du Puy-en-Velay avait un grande renommé au Moyen Âge. Le premier document historique attestant un legs en faveur de Notre-Dame du Puy est le testament de Florimonde de Beaufort au environ de 1361. La statue ancienne et précieuse est conservée dans le trésor du doyenné, une autre statue en bois de plus grande taille est vénéré dans la chapelle.

### Légende
Une historiographie circule dans la région du Beaufortin pour rendre compte de la longévité de ce château et surtout de la présence d'une chapelle dédiée à Notre-Dame.

« Comment se fait-il que les châteaux de Cornillon, de Conflans et de la Bathie qui ont été édifiés vers la même époque, n'aient guère laissé de vestiges, alors que celui des Châteaux a conservé au moins deux tours pour ainsi dire intactes ?
Il me semble que cette survie est à mettre au compte de la légende. Cette légende tout le monde la connaît dans le Beaufortin.
« Au moment de la lutte contre les Sarrazins (Xe siècle) Bernard de Beaufort sentait son courage faiblir. Sur le conseil de son épouse, il mit genoux à terre et promit en cas de victoire, que tant que le monde serait monde, Honneur et Gloire seraient rendus à la Vierge dans son Château».
Aussitôt comme des moutons qui auraient vu un loup affamé, les Sarrazins s'enfuirent derrière la Pierre.
Fidèle à son vau, le sire fit bâtir une chapelle sur le plateau inférieur du Château et la Châtelaine y plaça une statue de la Vierge.
C'est sans doute pour être fidèle à cette promesse qu'il y eut toujours à travers les siècles une présence humaine aux Châteaux. Cela, l'histoire ne le dit pas mais on peut penser que cette légende est au cœur de l'histoire de Notre Dame des Châteaux. »

## Historique

### Période seigneuriale (1246-1536)
voir Chateau de Beaufort

### Période dominicaine (1536-1793)
Le château à cette époque n'appartenait plus aux seigneurs du lieu car il avait été donné en 1536,, par le duc Jacques de Savoie-Nemours, à des religieuses dominicaines, chassé de Genève par la Réforme. Elles y restèrent deux ans, desservant la chapelle du château sous le vocable de Notre-Dame du Puy, aujourd'hui Notre-Dame des Châteaux.

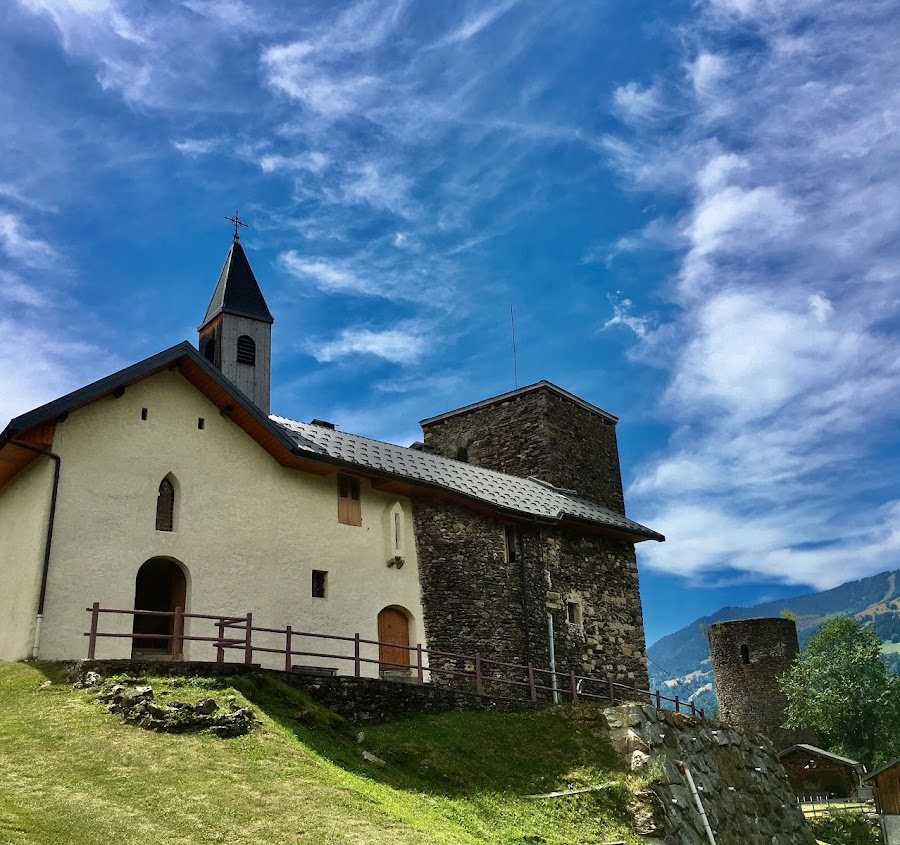
Notre dame des Chateaux Chapelle et tour

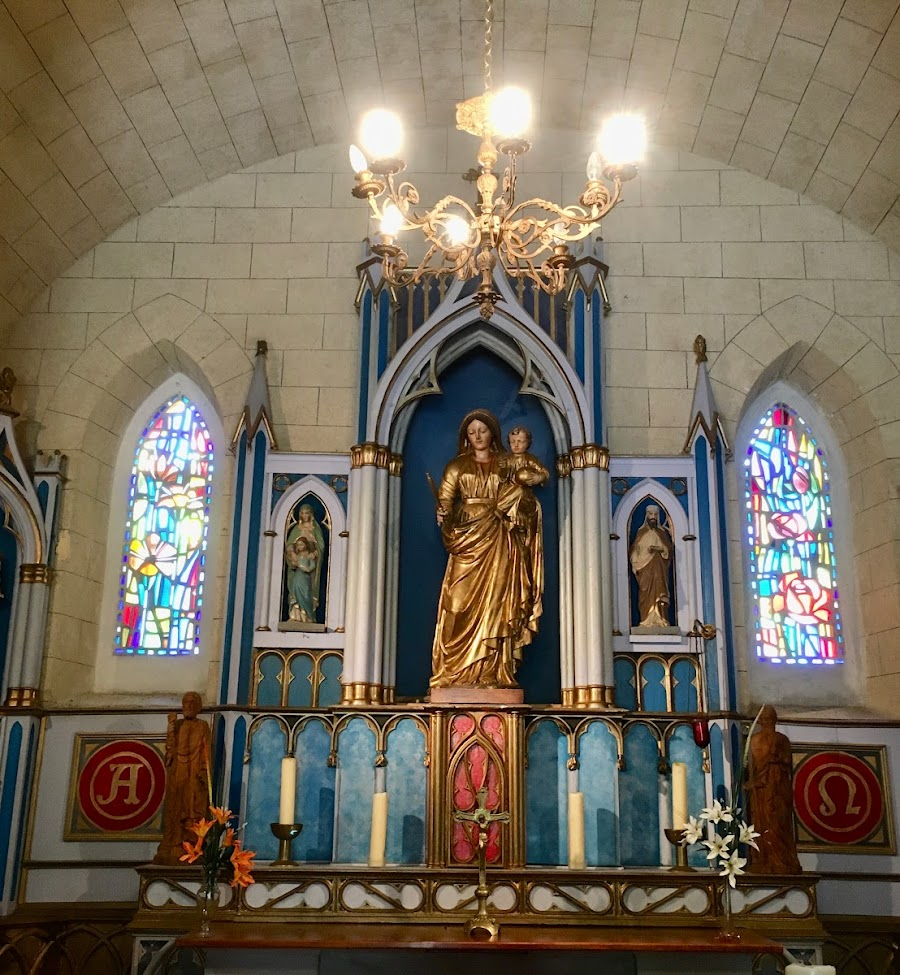
Notre dame des Châteaux La vierge

Les religieuses furent remplacées par les dominicains d'Annecy qui l'achetèrent, en 1580,, au duc Jacques de Savoie-Nemours, en échange d'un bien situé à Annecy. Ces derniers restèrent à Beaufort plus de deux siècles et déployèrent les pèlerinages paroissiaux et individuels. Le nom « Notre-Dame des Châteaux » rayonne à partir de cette période de plus en plus dans la vallée. Ils érigèrent une nouvelle chapelle accolée entre la tour carrée et la tour ronde à l'est et y transférèrent la vénérable statue. À partir de la route d'Hauteluce, ils bâtirent quinze oratoire en l'honneur des mystères du Rosaire. Ils furent bénis en 1773 par l'archevêque de Tarentaise.
À la Révolution, après avoir subi de graves dégâts, le château déclaré bien national en 1793 est vendu,, à une riche famille de fermier du pays.
En 1815, Claude Bal, ancien bénédictin de Bellevaux dans les Bauges, rachète le biens pour lui redonner sa destination religieuse, mais doit le vendre à un prix fictif de 2000 frs à un notaire de Beaufort, Ambroise Blanc avec la promesse de réaliser son rêve.

### Période missionnaire et premier alumnat assomptionniste (1837-1903)
Le château est acheté, en 1837 ,, par le révérend Antoine Martinet, originaire de Queige, professeur de théologie au Grand Séminaire de Moûtiers. En 1836, il fonde la Société des Missionnaires diocésains au Mont-Sainte-Anne à Villette en Tarentaise et avec l'accord de l'évêque de Moûtiers, envisage d'installer des missionnaires aux Châteaux. Mais en 1839 ce sera l’Ermitage Sainte Anne est racheté pour être aménagé en maison pour les missionnaires diocésains.
Don Martinets, restaure la chapelle en 1845,, il y restera 9-10 ans. En 1841, il s'y établit dans la. tour carrée et pendant dix ans, y vécut en solitaire et mena une vie studieuse. C'est là qu'il écrivit ses ouvrages de polémiste, rassemblés après sa mort en dix volumes. Il y reçu divers personnes illustre dont le polémiste Louis Veuillot, rédacteur du journal L'Univers. Sans avoir réussi à installer des missionnaires, l'abbé Martinet quitte le lieu vers 1851. Puis le château fut abandonné pendant 20 ans.
Vers Pâques de 1871, Charles Désaire, prêtre de la Tarentaise et professeur chez les assomptionnistes à Nîmes accompagné du père Emmanuel Bailly vont acquérir auprès de l'évêque Gros le site au profit de la Congrégation des Augustins de l'Assomption. Le 9 août 1871, le père Emmanuel d'Alzon, supérieur général, achète les bâtiments pour 2 000 francs et reçois ainsi le titre de "prince de Beaufort". C'est en ce lieu que sera fondé le premier petit séminaire de grammaire et d'humanité nommé pour la première fois alumnat ou encore Ecole Apostolique de N.-D. des Châteaux. Il sera « destiné à l'éducation ecclésiastique d'enfants pauvres, avec la pleine liberté de choisir plus tard le clergé séculier, les Missions ou la vie religieuse ». Dit autrement, « à élever gratuitement les enfants désireux de se donner à Dieu, trop pauvres pour être reçus dans les séminaires diocésains. ». Le pape bénissait l'œuvre par rescrit du 18 septembre 1873.
Le projet pris forme grâce au père Pierre Descamps accompagné du frère Félix Ranc, formé à la providence de l'Orphelinat d'Arras par le père Jean-François Pautrat. Une anecdote fondatrice est relatée lors de la messe d'ouverture le 28 aout 1871, au cinq premiers élèves s'ajouta un petit pèlerin de passage. Ainsi ces six enfants prirent le surnom de cruches en échos au miracle de Cana avec les six jarres remplies de vin. Le 19 août 1875 eut lieu la reprise des pèlerinages à Notre-Dame des Châteaux avec quatre mille pèlerins accompagnés de l'évêque Turinaz. Pour assurer les ressources sont fondées « une Association de Notre-Dame des Vocations, constitués de dames quêteuses et de dames patronesses » avec la bienveillance des papes tels que Pie IX, Léon XIII et Pie X.
Les supérieurs furent au nombre de sept, il s'agit de Pierre Descamps, Paul Bador, Paul-Fr. Doumet, Rémi Commun, Frédéric Reynaud, Théodore Defrance puis Eugène Monsterlet.

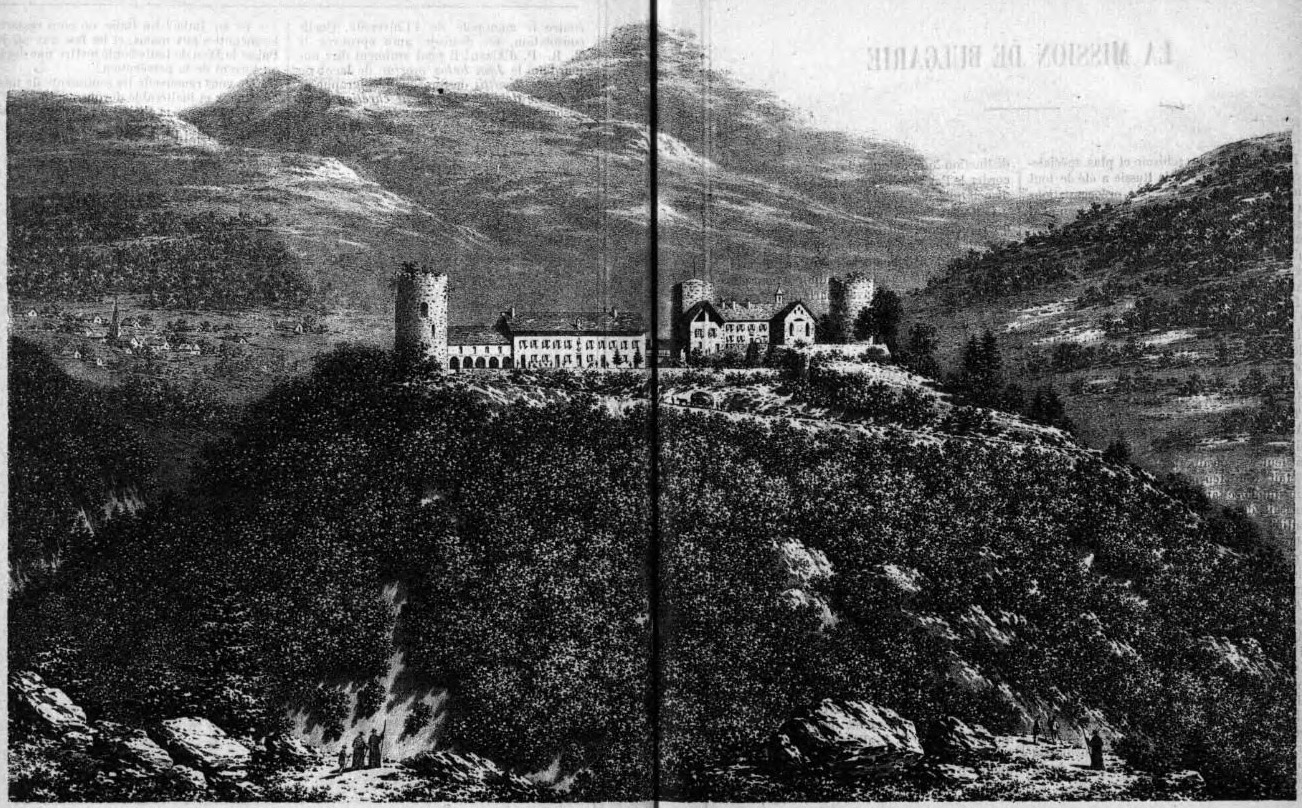
NOTRE-DAME DES CHATEAUX (SAVOIE) La nouvelle maison de Notre-Dame des Châteaux entre l’ancienne maison (à droite et le donjon gauche) ; en ayant la nouvelle route. (Dessiné par les RR. PP. Trappistes de Tamié.)

À la suite des lois anti-congrégations de 1901-1903, le tribunal d'Albertville en février 1902 condamne les pères Sylvestre, Monsterlet, Gouelleux et Marchet pour appartenance à une communauté non autorisé, pour une vie en commun et pour avoir enseigné sans autorisation. La condamnation définitive est prononcée par la Cour d'appel de Grenoble le 27 novembre 1903,,. Après la dernière messe à la chapelle le dimanche 20 décembre 1903, religieux et élèves quittent le Château. Pendant 32 années, plus de 600 enfants sont passé par cet alumnat parmi lesquels environ 250 devinrent prêtre dont le 4e supérieur général Gervais Quenard.

### Guerre et restauration (1903-De nos jours)
Le château est vendu à M. Boch en 1912 pour 10 650 francs En 1917, s'ouvre un alumnat héritier des trois château à Saint-Sigismond.
En février 1922, la demande des Assomptionnistes pour récupérer leurs biens après la dissolution de leur congrégation a été rejetée par la cours de cassation, car ils avaient dépassé le délai légal de six mois pour faire leur réclamation.
Racheté en 1937, par une association des Amis de N. D. des Châteaux, il sert alors de maison de repos pour les Pères et de centre de vacances.